# Єнбекшильдерське
Єнбекшильде́рське (каз. Еңбекшілдер) — село у складі району Біржан-сала Акмолинської області Казахстану. Адміністративний центр Єнбекшильдерського сільського округу.
Населення — 430 осіб (2021; 514 у 2009, 504 у 1999, 785 у 1989).
Національний склад станом на 1989 рік:
- казахи — 44 %;
- росіяни — 20 %.

У радянські часи село називалось Енбекшильдерське.